# Wyspa Rosyjska (Morze Karskie)
Wyspa Rosyjska (ros. остров Русский) – największa wyspa w grupie Wysp Litkego, w Archipelagu Nordenskiölda na Morzu Karskim.
Wyspa jest nizinna, wznosi się najwyżej na 39 m n.p.m.; ma linię brzegową długości 124,9 km, złożoną w części południowej. Od 1935 do 1993 funkcjonowała na niej radziecka stacja polarna.